# Кауэлл, Адриан
Адриан Кауэлл, или Эдриан Джон Коуэлл (англ. Adrian Cowell; 2 февраля 1934 — 11 октября 2011) — британский путешественник и режиссёр-документалист.

## Биография
Родился 2 февраля 1934 года в посёлке Таншань уезда Луаньсянь, Китай, где его отец работал в компании, занимавшейся добычей угля. Позже семья переехала в Австралию.
После окончания начальной школы в Сомерсете (Квинсленд, Австралия) и колледжа Амплфорт (Северный Йоркшир, Англия), обучался в Колледже Святой Екатерины при Кембриджском университете.
Будучи студентом Кембриджского университета, спланировал совместную с Оксфордским университетом Трансафриканскую экспедицию 1954 года, принять личное участие в которой, однако, не смог. Участвовал в Дальневосточной экспедиции в Сингапур 1955—1956 годов и в Южноамериканской экспедиции 1957—1958 годов, целью которой являлось определение географического центра Бразилии.
В ходе последней экспедиции, проникшей в труднодоступный район Шингу в штате Мату-Гросу, познакомился с братьями Орландо и Клаудио Виллаш Боаш (Orlando Villas-Bôas, Cláudio Villas-Bôas), сотрудниками «Службы защиты индейцев» (порт. Serviço de Proteção ao Índio), поставившими своей целью предотвратить незаконную продажу индейских земель и варварские вырубки дождевых лесов.
Получил известность после публикации в 1960 году в Лондоне своей книги «В сердце леса» (англ. The heart of the forest), в которой, помимо подробного описания природы бразильской сельвы, нравов и обычаев местных племен, изложил оригинальную версию гибели в 1925 году британской экспедиции полковника Перси Харрисона Фосетта от рук индейцев калапало, а также положительно охарактеризовал деятельность вышеупомянутых братьев Виллаш Боаш.
Приобрел популярность после выхода на экраны документальных лент о хищнической вырубке дождевых лесов Амазонии, деятельности известного в Бразилии защитника Амазонской сельвы Чико Мендеса, а также торговле опиумом в бирманском штате Шан (Shan).
В 1985 году за свои заслуги удостоен престижной награды Черри Киртон (англ. Cherry Kearton Medal), которая вручается Королевским Географическим Обществом. В 1991 году был удостоен награды основателю Международной премии Эмми.
В 2008—2009 годах в честь 50-летия документально-режиссерской деятельности А. Кауэлла бразильскими властями были проведены кинофестивали в Рио-де-Жанейро и Манаусе.
Газета «The Guardian» в некрологе назвала его «одним из наиболее успешных режиссёров-документалистов», внесшим неоценимый вклад в дело защиты дикой природы Южной Америки.

## Семья
В 1960 году вступил в брак с Пилли Чемберлен, от которой имел дочь Буги и сына Шингу, трагически погибшего в 1986 году. Брак с Пилли распался в 2008-м. С 1987 года состоял в отношениях с Барбарой Брамбл.